# زیراهک
زیراهَک، روستایی است در همسایگی روستای بریکان از توابع بخش دلوار در شهرستان تنگستان استان بوشهر ایران.

## جمعیت
این روستا در دهستان بوالخیر قرار داشته و بر اساس سرشماری سال ۱۳۹۵ جمعیت آن ۲۰۱نفر (۵۹خانوار) بوده‌است.
هم‌اکنون مصطفی خدری بعنوان دهیار روستا و علی اکبر ماهینی، علی اصغر جوانفر و رضا محبی بعنوان شورا مشغول به فعالیت می‌باشند.